# البریگتسویل (پنسیلوانیا)
البریگتسویل، پنسیلوانیا (به انگلیسی: Albrightsville, Pennsylvania) یک منطقهٔ مسکونی در ایالات متحده آمریکا است که در پنسیلوانیا واقع شده‌است.

## خصوصیات
البریگتسویل ۲۰۲ نفر جمعیت دارد.